# Bismuth subcitrat
Bismuth subcitrate kali là một loại muối bismuth được sử dụng kết hợp với kháng sinh và thuốc ức chế bơm proton để điều trị nhiễm trùng Helicobacter pylori.
Một sự kết hợp liều cố định với kháng sinh metronidazole và tetracycline được bán dưới tên thương mại Pylera.